# Megobrium edwardsii
Megobrium edwardsii là một loài bọ cánh cứng trong họ Cerambycidae.